# 魔界都市ガイド鬼録
『魔界都市ガイド鬼録』（まかいとしガイドリポート）は、日本の伝奇小説家菊地秀行の伝奇アクション小説シリーズ。
菊地作品ではお馴染みの魔界都市〈新宿〉を舞台としている。〈新宿〉一の名ガイドである外道棒八（とみち ぼうはち）を主人公としており、作品は実業之日本社（ノベルス版）、光文社（文庫版）から刊行されている。なお、題名は「迷宮」で統一されている。
作品内ではドクター・メフィストや屍刑四郎といった他の「魔界都市」シリーズのキャラクターも登場する。
秋せつらやドクター・メフィストを主人公とするシリーズは舞台が限定されてしまっていたが、主人公をガイドにすることによってその制約を打ち破った。第1作では「地上」ではなく「地下」を舞台としたり、第4作では「トレジャー・ハント」を題材にするなど、従来の「魔界都市」作品と比べると異色のものとなっている。

## 作品
- 牙迷宮 （2003年12月 実業之日本社 ISBN 4-408-50425-4、2007年3月 光文社文庫 ISBN 978-4-334-74216-4）
- 殺戮迷宮 （2004年12月 実業之日本社 ISBN 4-408-50442-4、2008年2月 光文社文庫 ISBN 978-4-334-74381-9）
- 魔性迷宮 （2005年12月 実業之日本社 ISBN 4-408-50461-0、2009年2月 光文社文庫 ISBN 978-4-334-74544-8）
- 秘宝迷宮 （2006年12月 実業之日本社 ISBN 4-408-50474-2、2011年8月 実業之日本社文庫 ISBN 978-4-408-55043-5）
- 邪神迷宮 （2007年12月 実業之日本社 ISBN 978-4-408-50490-2、2012年2月 実業之日本社文庫 ISBN 978-4-408-55066-4）
- 鬼面迷宮 （2008年12月 実業之日本社 ISBN 978-4-408-50502-2、2012年8月 実業之日本社文庫 ISBN 978-4-408-55084-8）